# Amphineurus tumidus
Amphineurus tumidus là một loài ruồi trong họ Limoniidae. Chúng phân bố ở miền Australasia.